# Fundação Nacional de Artes
A Fundação Nacional de Artes (Funarte) é uma fundação do governo brasileiro, ligada ao Ministério da Cultura (MinC). Atua em todo o território nacional e é o órgão responsável pelo desenvolvimento de políticas públicas de fomento às artes visuais, à música, à dança, ao teatro e ao circo.
Objetiva incentivar a capacitação de artistas, técnicos e produtores; a produção, prática, desenvolvimento e difusão das artes; o desenvolvimento da pesquisa; a preservação da memória e a formação de público para as artes no Brasil.
Nesse intuito, a Funarte concede bolsas e prêmios, mantém programas de circulação de artistas e bens culturais, promove oficinas, publica livros, recupera e disponibiliza acervos, provê consultoria técnica e apoia eventos culturais em todos os estados brasileiros e no exterior.
Além disso, mantém espaços culturais no Rio de Janeiro, São Paulo, Minas Gerais e Distrito Federal, e disponibiliza parte de seu acervo gratuitamente na internet.

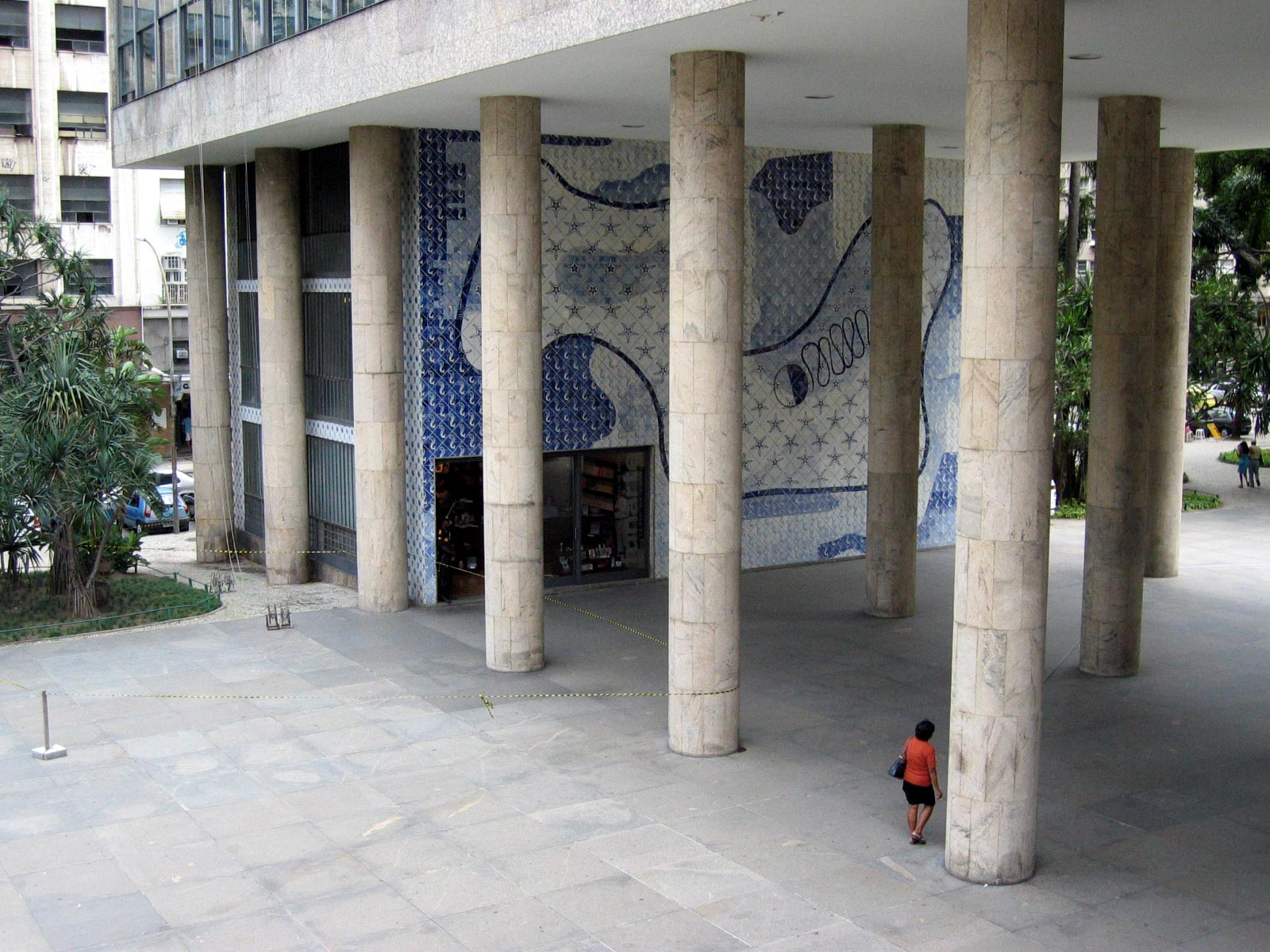
Pilotis da entrada principal do Edifício Gustavo Capanema, com o painel de azulejos de Candido Portinari ao fundo.

A sede atual fica no bairro da Cidade Nova, no Rio de Janeiro. Em 5 de novembro de 2024 — durante coletiva de imprensa com a participação da presidenta Maria Marighella e da ministra da Cultura, Margareth Menezes — foi anunciado que a sede da fundação voltaria para o Edifício Gustavo Capanema, no Centro do Rio de Janeiro, em 20 de novembro.

## Histórico

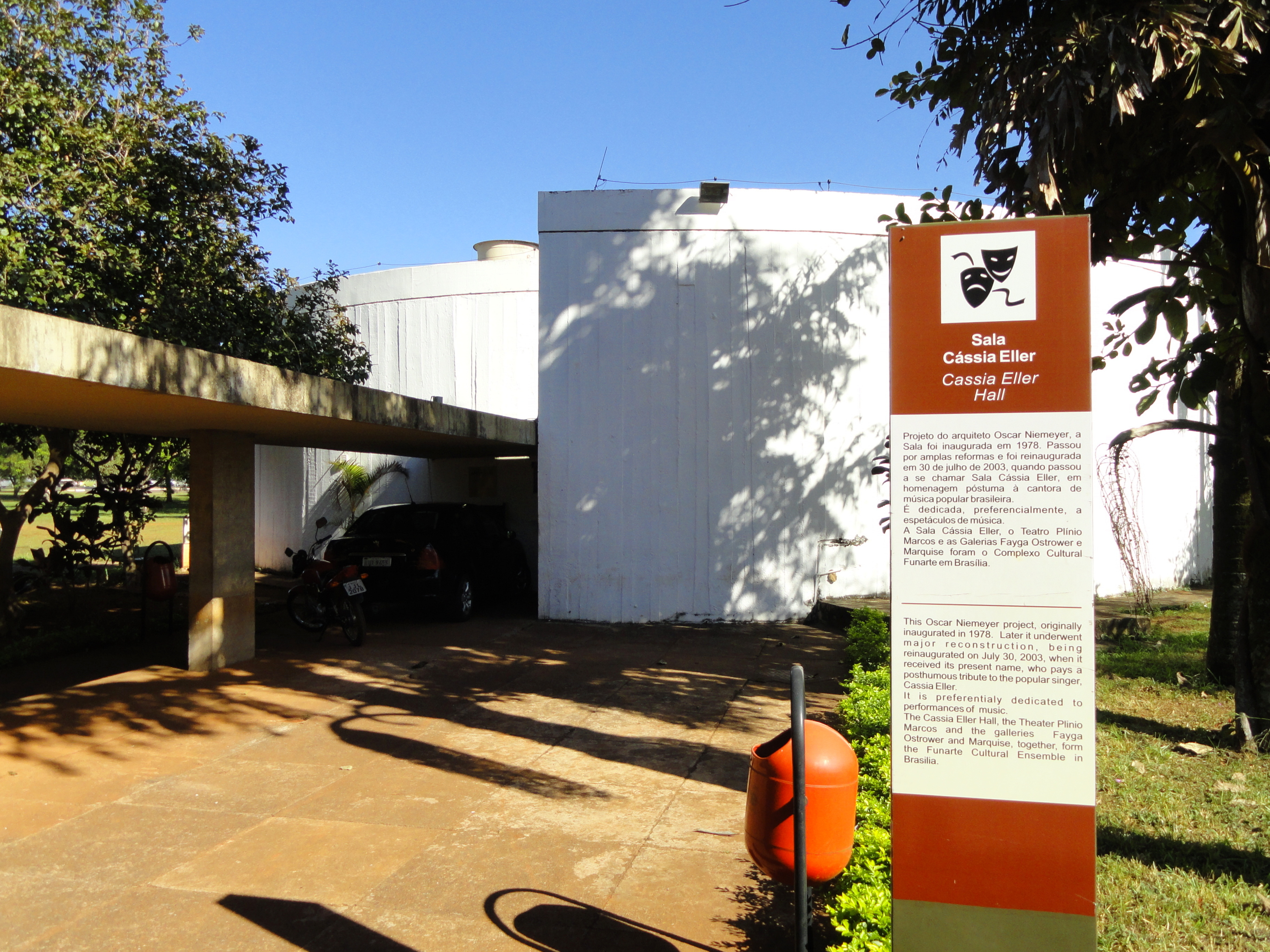
A Sala Cássia Eller, sala de música do Complexo Cultural Funarte, em Brasília.

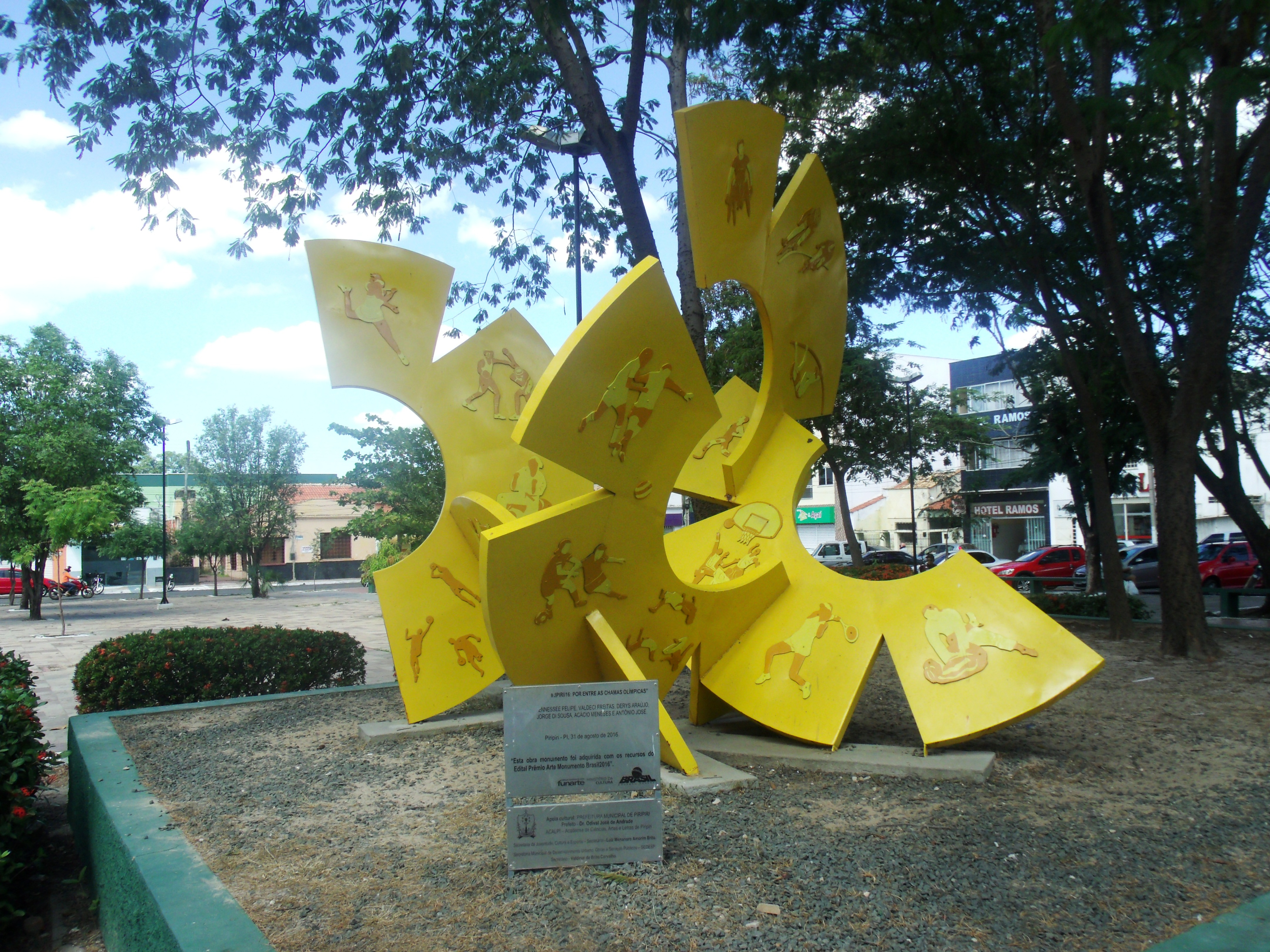
Escultura em praça pública feita com apoio da Funarte, em Piripiri.

### A primeira Funarte
Foi criada em 1975, ainda durante a Ditadura militar, pelo ministro Ney Braga para promover, estimular, desenvolver atividades culturais em todo o Brasil. No início, atuava na música (popular e erudita) e artes plásticas e artes visuais. Na época, trabalhava junto com o Instituto Nacional de Folclore (INF), Fundação Nacional de Artes Cênicas (Fundacen) e a Fundação do Cinema Brasileiro (FCB), todas ligadas ao Ministério da Educação e Cultura, posteriormente nomeado apenas em Ministério da Cultura.
Em 1985, a fundação foi presidida pelo cartunista Ziraldo. Sob o comando do cartunista, a Funarte chega a atuar como syndicate (agência de distribuição de tiras de jornal e passatempos).

### Dissolução da Funarte original e segunda Funarte
Quando o presidente Fernando Collor de Mello assumiu a presidência, em 1990, extinguiu todas as instituições culturais. Em dezembro daquele ano, criou o Instituto Brasileiro de Arte e Cultura (IBAC) — ligado diretamente à Secretaria de Cultura da Presidência da República, secretaria esta que voltou a ser ministério algum tempo depois. O IBAC englobava a Funarte, o Fundacen e o FCB. Com o fechamento da Funarte, surge uma nova distribuidora de tiras de jornal, a Pacatatu.
Em 1994, a sigla Funarte substituiu a sigla IBAC.

### Presidentes
- 1975–1981: José Cândido de Carvalho
- 1981–1982: Aloísio Magalhães[9]
- 1983–1984: Edméa Falcão (diretora-executiva)
- 1985: Ziraldo[10]
- 1985–1989: Ewaldo Correia Lima[11]
- 1989–1990: Edino Krieger[12]
- 1990–1992: Extinto
- 1992–1995: Ferreira Gullar[13]
- 1995–2002: Márcio Souza
- 2003–2007: Antônio Grassi
- 2007–2008: Celso Frateschi[14]
- 2008–2010: Sérgio Mamberti[15]
- 2011–2013: Antônio Grassi[16]
- 2013–2015: Guti Fraga[17]
- 2015–2016: Francisco Bosco[18][19]
- 2016–2019: Stepan Nercessian
- 2019: Miguel Proença[20][21]
- 2019–2020: Dante Mantovani[22][23]
- 2020: Luciano Querido
- 2020–2021: Lamartine Barbosa Holanda
- 2021: Tamoio Marcondes
- 2023–atualidade: Maria Marighella[24]

## Estrutura
- Presidência
- Assessoria Especial (AESP)
- Programa Nacional de Apoio à Cultura (Pronac)
- Centro de Artes Cênicas (Ceacen)
- Centro de Artes Visuais (Ceav)
- Centro de Música – Cemus
- Centro de Programas Integrados – Cepin
- Assessoria de Comunicação – Ascom
- Auditor Interno
- Procuradoria Jurídica – Projur
- Coordenação-Geral de Planejamento e Administração – CGPA
- Divisão de Informação e Informática – Dinfo
- Divisão de Engenharia
- Coordenação Administrativa – Coad
- Divisão de Serviços Gerais – DSG
- Divisão de Patrimônio – Dipat
- Setor de Compras
- Coordenação de Planejamento e Finanças – Cofin
- Divisão de Planejamento – Diplan
- Coordenação de Recursos Humanos - CRH